# Depot von Freienwalde
Das Depot von Freienwalde ist ein archäologischer Depotfund aus der Frühbronzezeit, der bei  Bad Freienwalde (Oder) (Landkreis Märkisch-Oderland) entdeckt wurde.
Der Hortfund besteht aus 15 massiven Bronzearmringen die in einem Tongefäß deponiert waren. Der Fund wird der Aunjetitzer Kultur zugeordnet.
Er befindet sich heute im Museum für Vor- und Frühgeschichte Berlin.